# 邪惡帝國

1983年3月，全国福音派协会演說

「邪惡帝國」（英語：Evil empire）一詞，是已故美國保守派、冷戰鷹派總統雷根用作攻击前蘇聯的政治术语。1983年3月，里根在佛罗里达州奥兰多全国福音派协会发表演说，称苏联为“邪恶帝国”。里根和美國保守派意图让该詞語用在劃分冷戰的道德標準上，將蘇聯及其盟國丑化為「邪惡」。部分人亲美人士認為，在1980年代的中後期，该政治宣传使美國佔領了道德高地，使之在全球事務上更能牽制蘇聯。

## 其他用法
美國職棒波士頓紅襪隊因與紐約洋基隊爭奪選手失利，紅襪隊總裁Larry Lucchino一氣之下批評洋基隊是「邪惡帝國」。